# Sorjat
Sorjat (en francès Sorgeat) és un municipi francès del departament de l'Arieja i la regió d'Occitània.